# Кульше
Ку́льше (пол. Kulsze, нім. Kulsen) — село в Польщі, у гміні Бані Мазурські Ґолдапського повіту Вармінсько-Мазурського воєводства.

## Історія
У 1975—1998 роках село належало до Сувальського воєводства.